# Hueso coxal
El hueso coxal (Os coxae; ilium, ischium, pubis), del latín cadera, es un hueso de la pelvis 
ósea, par, plano, esponjoso, en forma cuadrilátera helicoidal, compuesto por tres huesos embrionarios: ilion, pubis e isquion. Tiene dos caras: externa e interna; cuatro bordes: superior, inferior, anterior y posterior, y cuatro ángulos.

## Articulaciones
Abarca desde la cintura hasta la pelvis. Se articula con el homónimo opuesto a nivel de la sínfisis púbica y con el sacro para formar la pelvis, y con el fémur para formar la articulación de la cadera o coxofemoral. A pesar de estar articulada en sí misma, existe cierta movilidad en los huesos coxales, de especial importancia durante los trabajos de parto, en las mujeres.
La zona articular más importante del hueso coxal es el acetábulo o cotilo que es la cavidad articular para la cabeza del fémur. Es en este punto donde los tres huesos conformantes del hueso coxal se encuentran. Este acetábulo es rebordeado por el "rodete cotiloideo" o labrum acetabular, que es un cartílago que amplía la cavidad cotiloidea, permite mayor articulación con el fémur, y contribuye a la estabilización de la articulación coxofemoral por la creación de presión negativa durante la marcha.

## Estructuras que lo conforman
Ilion: el ilion es uno de los tres huesos que forman el coxal en  la cintura pelviana. Es un hueso plano y acampanado que constituye las secciones superior y lateral de la pelvis. El ilion se caracteriza por sus alas que se extienden a cada lado de la espina dorsal.
Isquion: el isquion es uno de los tres huesos que fusionados forman la pelvis en un adulto. El isquion soporta el peso del cuerpo cuando estamos sentados y está unido al pubis en la parte delantera y a las alas del ilion en los lados y en la parte posterior.
Pubis: el pubis es uno de los tres huesos que se fusionan para formar la pelvis. Este presenta dos segmentos o ramas a cada lado de la sínfisis púbica: El superior se articula con las alas o con el ilion. El inferior se articula con el isquion de la pelvis.
Cresta ilíaca: la cresta ilíaca marca el surco superior de las alas del ilion y presenta un labio interno y otro externo con una línea en medio de ambos.
Sínfisis púbica: la sínfisis púbica es la conexión entre las dos partes del pubis. Presenta una línea de cartílago calcificado y resistente. En la mujer, la sínfisis púbica está cubierta con un tejido adiposo denominado monte de Venus.
Agujero obturador: el obturador es una gran apertura en cada pubis que permite el paso de vasos sanguíneos y nervios desde la cavidad abdominal hasta el interior de la parte superior de las piernas.

## Patologías
- Coxalgia: dolor artrítico de la cadera, gonocócica o reumática.[4]
- Displasia de la cadera: trastornos de la articulación coxofemoral.
- Coxagra: gota, localizada en la articulación de la cadera.[5]

## Galería

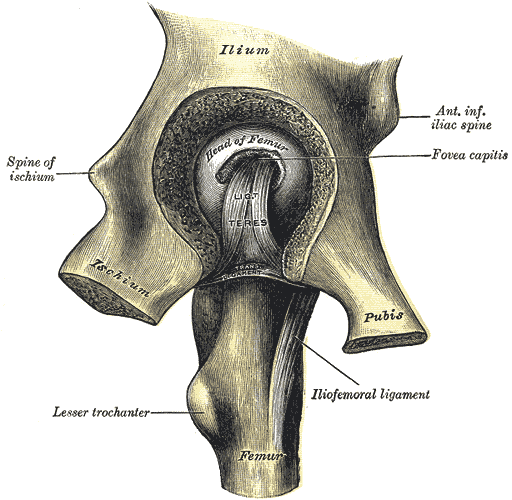
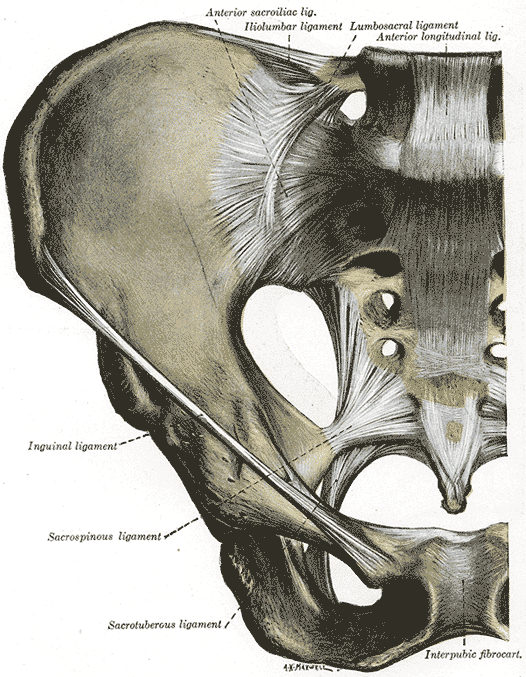
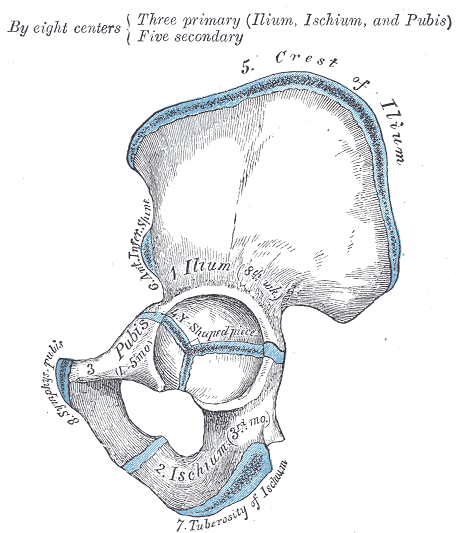